# Connie Sellecca

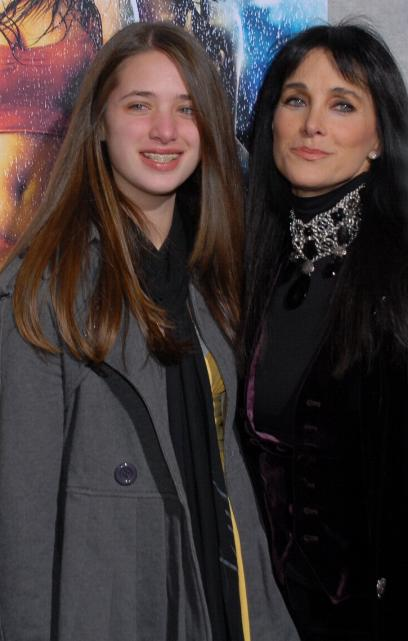
Connie Sellecca (rechts) im Jahr 2008

Connie Sellecca (* 25. Mai 1955 in New York City als Concetta Sellecchia) ist eine US-amerikanische Schauspielerin.

## Leben und Leistungen
Sellecca entstammt einer italienischen Familie. Sie wuchs in Rockland County auf, wohin ihre Familie zog, als sie 12 war. Dort besuchte sie die Pomona Junior High School und die Ramapo High School. Später studierte sie am Boston College, brach aber ihr Studium ab.
Sellecca war als Fotomodell tätig, als Schauspielerin debütierte sie im Fernsehthriller Es kam aus der Tiefe aus dem Jahr 1978. Sie spielte neben James Brolin eine der Hauptrollen im Fernsehfilm Hotel (1983) wie auch – in den Jahren 1983 bis 1988 – in der gleichnamigen Fernsehserie. Für ihre Rolle in der Serie wurde sie im Jahr 1987 für den Golden Globe nominiert. Im SF-Thriller Asteroidenfeuer – Die Erde explodiert (1997) spielte sie die Rolle von Katherine Sorensen, der Tochter von Dr. Karl Sorenson, den William Devane spielte. In der Komödie I Saw Mommy Kissing Santa Claus (2002) spielte sie die Hauptrolle.
Sellecca war in den Jahren 1979 bis 1987 mit dem Schauspieler Gil Gerard verheiratet, im Jahr 1992 heiratete sie den Schauspieler John Tesh. Sie hat aus beiden Ehen jeweils ein Kind.

## Filmografie (Auswahl)
- 1978: Es kam aus der Tiefe (The Bermuda Depths)
- 1978–1979: Die liebestollen Stewardessen (Flying High, Fernsehserie, 19 Folgen)
- 1980: Beyond Westworld (Fernsehserie, vier Folgen)
- 1981–1986: The Greatest American Hero (Fernsehserie, 41 Folgen)
- 1983–1988: Hotel (Fernsehserie, 115 Folgen)
- 1987: Der letzte Seitensprung (The Last Fling, Fernsehfilm)
- 1987: Mord auf Bestellung (Downpayment on Murder, Fernsehfilm)
- 1988: Geheimbund der Rose (Brotherhood of the Rose, Miniserie)
- 1989: Mord um Mitternacht (Turn Back the Clock, Fernsehfilm)
- 1990: Katastrophenflug 243 (Miracle Landing, Fernsehfilm)
- 1991–1992: Trauzeuge FBI (P.S. I Luv U, Fernsehserie, 13 Folgen)
- 1992: Eye of the Storm
- 1995: Christmas Love (A Holiday To Remember, Fernsehfilm)
- 1997: Asteroidenfeuer – Die Erde explodiert (Doomsday Rock, Fernsehfilm)
- 1999: Flussfahrt ins Verderben (Dangerous Waters, Fernsehfilm)
- 2002: Anna’s Traum (Anna’s Dream, Fernsehfilm)
- 2002: Die Weihnachtsmann-Affäre (I Saw Mommy Kissing Santa Claus)
- 2009: Das Geheimnis des wilden Mustangs (The Wild Stallion)
- 2012: All About Christmas Eve (Fernsehfilm)